# Lauren Harris
Lauren Harris (6 de julho de 1984) é uma cantora britânica, filha do baixista do Iron Maiden, Steve Harris.

## Carreira
Lauren e sua banda fizeram uma extensa turnê em 2006, incluindo apresentações  nos festivais Download Festival e Rock am Ring. No final de 2006 e início de 2007, ela abriu os shows do Iron Maiden em sua turnê pela Europa, e em Dubai e na Índia em março de 2007. Ela também abriu shows do Within Temptation e The Answer em suas turnês pela Europa em 2007.
No verão de 2007, Lauren continuou a sua turnê com Iron Maiden e se apresentou em diversos festivais europeus incluindo Download Festival, Graspop, Heineken Jammin' Festival, Gods of Metal, e vários outros. Ela e sua banda abriram os shows do Iron Maiden na sua Somewhere Back In Time World Tour na Índia, Austrália, Nova Zelândia, Japão, Europa, América do Sul e América do Norte.
O primeiro álbum de estúdio de Lauren, Calm Before the Storm, ficou disponível para download no dia 19 de maio de 2008. A versão em CD foi lançada pela Demolition DR2 Records no dia 23 de junho. O álbum foi produzifo por Tom McWilliams.
Durante o intervalo antes de voltar a abrir novamente os shows do Iron Maiden em 2009, Tom McWilliams foi substituído por Olly Smith na bateria.
Atualmente ela mora em Los Angeles e está envolvida em seu novo projeto, Kingdom of I.

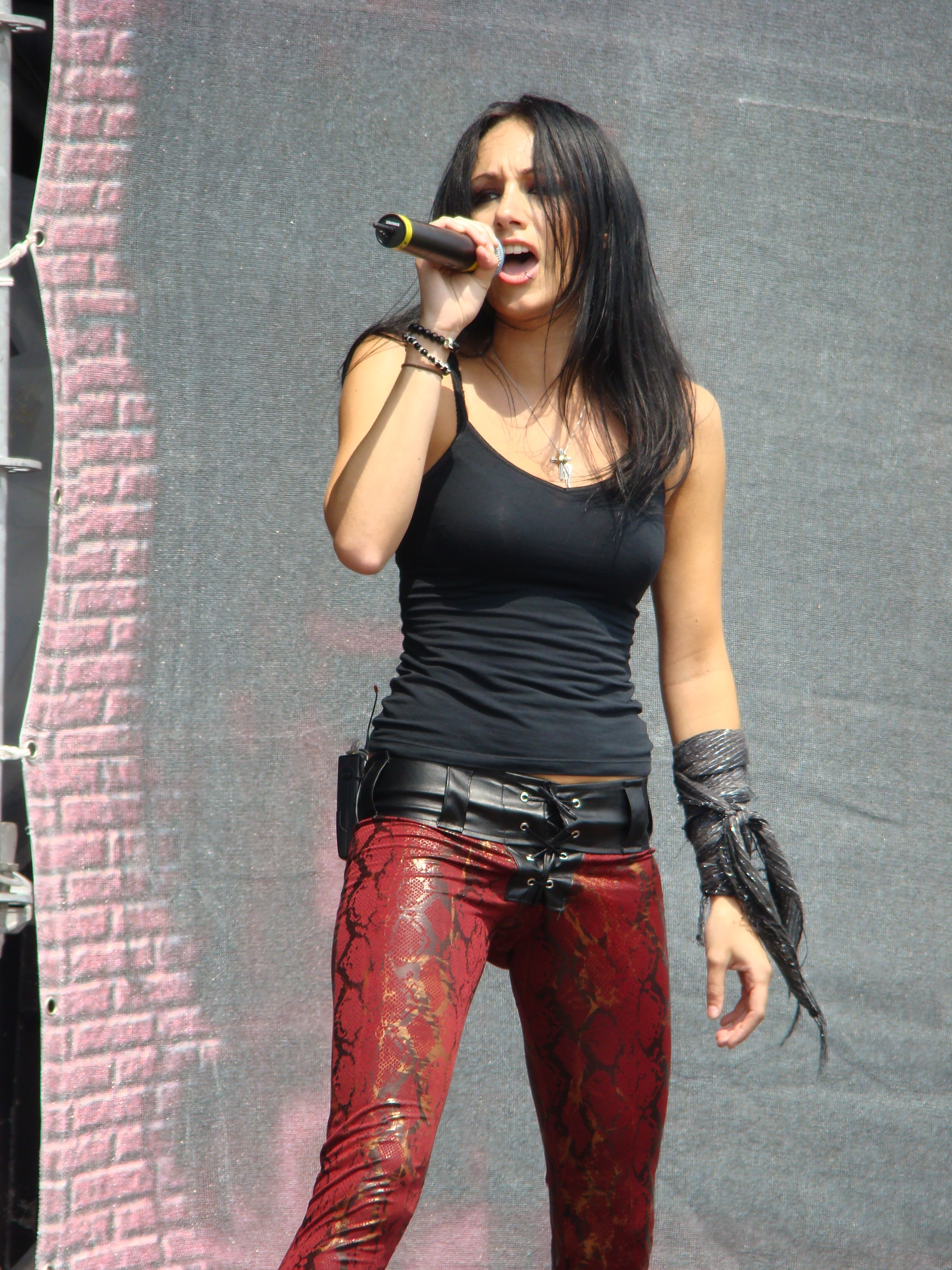
Lauren Harris ao vivo no Gods of Metal, em 2009.

## Integrantes
Solo
- Lauren Harris – vocal (2005 – 2010)
- Richie Faulkner – guitarra e vocal de apoio (2005 – 2010)
- Randy Gregg – baixo e vocal de apoio (2005 – 2010)
- Olly Smith – bateria (2009 – 2010)
- Tom McWilliams – bateria (2005 – 2008)

Six Hour Sundown
- Lauren Harris – vocal (2010–2012)
- Olly Smith – bateria (2010–2012)
- Tommy Gentry – guitarra (2010–2012)
- James Bennet – guitarra (2010–2012)
- Mitch Witham – baixo (2010–2012)

Kingdom of I
- Lauren Harris – vocal (2012–presente)

## Discografia
Álbuns de estúdio
- 2008: Calm Before the Storm